# Джиффоне
Джиффоне (італ. Giffone, сиц. Lu Casali) — муніципалітет в Італії, у регіоні Калабрія,  метрополійне місто Реджо-Калабрія‎.
Джиффоне розташоване на відстані близько 500 км на південний схід від Рима, 65 км на південний захід від Катандзаро, 60 км на північний схід від Реджо-Калабрії.
Населення — 1921 особа (2014).

## Демографія
Населення за роками:

Станом на 1 січня 2023 року в муніципалітеті офіційно проживало 6 іноземців з 3 країн, серед них 4 громадяни країн Євросоюзу.

## Сусідні муніципалітети
- Аноя
- Чинкуефронді
- Галатро
- Маммола
- Маропаті